# Martin Rajniak
Martin Rajniak (Bratislava, 24 aprile 1978) è un ex cestista lussemburghese.
È il figlio di Peter Rajniak e il fratello di Peter Rajniak jr.

## Palmarès
- Campione di Lussemburgo (2000)
- Coppa del Lussemburgo: 1

T71 Dudelange: 2009